# Jaggong (sockenhuvudort i Kina, Tibet Autonomous Region, lat 30,70, long 93,95)
Jaggong (kinesiska: Jiagong, 加贡, 加贡乡) är en sockenhuvudort i Kina. Den ligger i den autonoma regionen Tibet, i den sydvästra delen av landet, omkring 290 kilometer nordost om regionhuvudstaden Lhasa. Antalet invånare är 957. Befolkningen består av 461 kvinnor och 496 män. Barn under 15 år utgör 28,0 %, vuxna 15-64 år 66 %, och äldre över 65 år 5,0 %.
Runt Jaggong är det mycket glesbefolkat, med 4 invånare per kvadratkilometer. Det finns inga andra samhällen i närheten. Trakten runt Jaggong består i huvudsak av gräsmarker.
Genomsnittlig årsnederbörd är 1 060 millimeter. Den regnigaste månaden är juni, med i genomsnitt 236 mm nederbörd, och den torraste är december, med 4 mm nederbörd.